# Felicia Zeller
Felicia Zeller (* 1970 in Stuttgart) ist eine deutsche Schriftstellerin und Dramatikerin.

## Leben
Zeller ist die Tochter eines Kunsterziehers und einer Malerin. Nach dem Abitur hatte Zeller einen Nebenjob in einem Altersheim, den sie in ihrem ersten Stück verarbeitete. 1992 begann sie ein Studium an der Filmakademie Baden-Württemberg und diplomierte mit der CD-ROM Mut der Ahnungslosen, einer Arbeit über nonlineare Dramaturgie (gemeinsam mit Marion Pfaus). Für ihre Theaterstücke erhielt sie zahlreiche Auszeichnungen; ihr Werk X-Freunde bekam die Auszeichnung Stück des Jahres 2013. Sie schreibt Theater- und Prosatexte, produziert Kurzfilme, veröffentlicht Werke auf Neuen Medien und führt Leseperformances durch. Sie ist Mitglied im PEN-Zentrum Deutschland.
Zeller lebt in Berlin-Neukölln.

## Werke

### Bücher
- Jackenfutter. Ulm 1999
- Einsam lehnen am Bekannten. Kurze Prosa. Lilienfeld Verlag, Düsseldorf 2008, ISBN 978-3-940357-07-6 (Lilienfeldiana Bd. 4); E-Book: ISBN 978-3-940357-41-0. Clemens-Brentano-Preis 2009
- Bier für Frauen / Kaspar Häuser Meer / Gespräche mit Astronauten. Drei Stücke. Lilienfeld Verlag, Düsseldorf 2009, ISBN 978-3-940357-14-4
- Einsam lehnen am Bekannten. Kurze Prosa. Broschierte Neuausgabe mit zusätzlichen Texten. Lilienfeld Verlag, Düsseldorf 2012, ISBN 978-3-940357-29-8. Clemens-Brentano-Preis 2009

### Stücke
- Meine Mutter war einundsiebzig und die Spätzle waren im Feuer in Haft (1990)
- immer einen hund gehabt/plane crazy (1928) (1992)
- Tot im SuperRiesenAquarium – eine Komödie ohne Zukunft (1996)
- Vom Heinrich Hödel und seiner nassen Hand (1995–99)
- Im Café Tassl – eine Sprech- und Sprachoperette (1999)
- Bier für Frauen (2000)
- Club der Enttäuschten (2001)
- Triumph der Provinz (2002)
- Ich Tasche (2003)
- Wenn ich was anderes machen würde, würde ich vielleicht nicht immer ans Geld denken (2004)
- Das Jahr der Freiwilligen (2002–04)
- Einfach nur Erfolg (2005)
- deutsches hysterisches museum (2006)
- Kaspar Häuser Meer (2007)
- Gespräche mit Astronauten (2009)
- Der große Blöff/Entfernte Kusinen (2010)[3]
- X Freunde (2012)
- Die Welt von hinten wie von vorne. UA: 5. Oktober 2013, Nationaltheater Mannheim
- Zweite allgemeine Verunsicherung (2016)
- Der Fiskus. UA: 18. Januar 2020, Staatstheater Braunschweig[4]
- Die gläserne Stadt. UA: 23. Februar 2023, Deutsches Schauspielhaus

### Hörspiele
- Bier für Frauen, Regie: Leonhard Koppelmann, WDR 2002.
- Kaspar Häuser Meer, Regie: Andrea Getto, NDR 2009.
- Kaspar Häuser Meer, Regie: Marcus Lobbes, Autorenproduktion 2009.
- Gespräche mit Astronauten, Regie: Antje Vowinckel, NDR 2010.
- Die Welt von hinten und von vorne. Mit Andreas Grothgar, Tanja Schleiff, Ekkehard Freye, Sascha Nathan, Merle Wasmuth. Komposition: Peter Harsch, Regie: Leonhard Koppelmann. BR – Hörspiel und Medienkunst 2014. Als Podcast/Download im BR Hörspiel Pool[5]

## Stipendien und Preise
- Preisträgerin Treffen Junger Autoren 1987
- Treffen junger Theaterautoren Interplay 1991
- Baden-Württembergischer Jugendtheater-Autorenpreis für immer einen hund gehabt/plane crazy (1928) 1993
- Arbeitsstipendium für Medienkunst EMARE in Hull, England 1998
- Ilse-Langner-Stipendium für Dramatikerinnen 1999
- Arbeitsstipendium des Förderkreises Schriftsteller in Baden-Württemberg für Im Café Tassl 1999
- Stuttgarter Multimediapreis und student award der transmediale, Berlin, für Mut der Ahnungslosen 1999
- "author in residence"-Stipendium der Kunststiftung Baden-Württemberg 1999/2000
- Stipendium der Stiftung Künstlerdorf Schöppingen 2000/2001
- Arbeitsstipendium des Förderkreises deutscher Schriftsteller in Baden-Württemberg für Club der Enttäuschten 2001
- Autorentheatertag am Thalia Theater Hamburg 2002
- Arbeitsstipendium des Deutschen Literaturfonds 2004
- Teamwork Award der Hoppe-Ritter-Stiftung und Special Mention Jameson Short Film Award, Internationales Kurzfilmfestival Hamburg, für zwei Videobriefe (mit Marion Pfaus) 2004
- Stipendium Lernwerkstatt am Maxim-Gorki-Theater, Berlin 2006
- Publikumspreis bei den 33. Mülheimer Theatertagen für Kaspar Häuser Meer 2008
- Clemens-Brentano-Preis der Stadt Heidelberg für Einsam Lehnen am Bekannten 2009
- Preis des Wirtschaftsclubs im Literaturhaus Stuttgart für Kaspar Häuser Meer, 2010
- Hermann-Sudermann-Preis für Dramatik, 2013  der Hermann Sudermann Stiftung
- Auszeichnung Deutschsprachiges Stück des Jahres für X Freunde nach der Kritikerumfrage der Fachzeitschrift Theater heute, 2013
- Werkstipendium des Deutschen Literaturfonds, 2016/2017